# سيمون هيوز
سيمون هيوز (20 ديسمبر 1959 في المملكة المتحدة - ) (بالإنجليزية: Simon Hughes)‏ هو صحفي ولاعب كريكت بريطاني. لعب مع نادي مقاطعة ميدلسكس للكريكت ‏ ونادي مقاطعة دورهام للكريكت ‏ ونادي الشماليين للكريكت ‏.